# MTK Hungária FC (női csapat)
Az MTK Hungária FC egy magyar női labdarúgócsapat. Székhelye Budapesten található. Nyolcszoros magyar bajnok és négyszeres kupagyőztes.

## Története

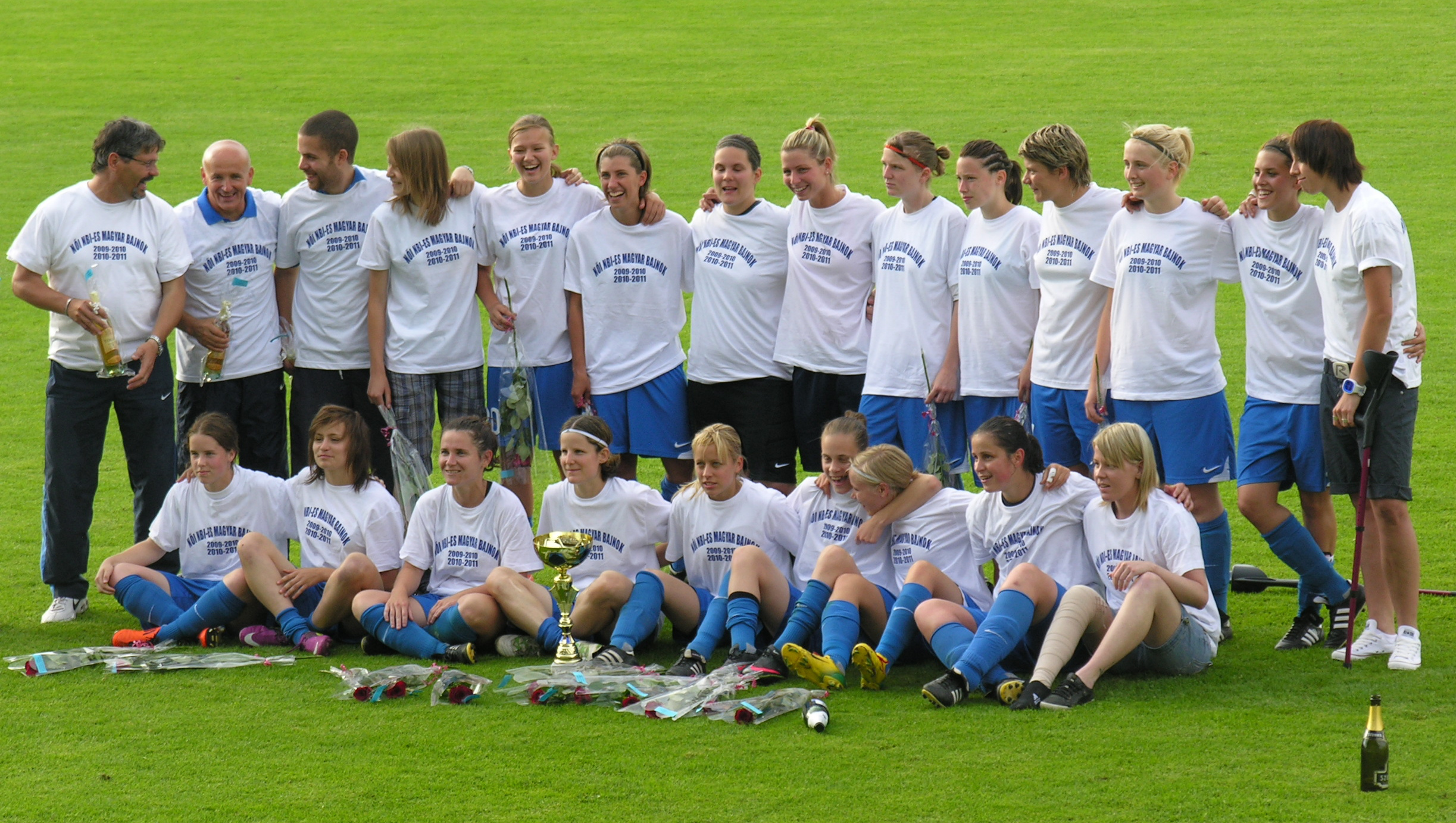
Az MTK 2011-es bajnokcsapata
Felső sor, balról: Pleskó László (kapusedző), Turtóczki Sándor (vezetőedző), Szentgyörgyi Ákos (technikai vezető), Tatai, Kókány, Gaál-Szabó, Horváth E., Rothmeisel, Vesszős, Tell, Godvár, Demeter, Szőcs
Alsó sor, balról: Palkovics, Nagy A., Smuczer, Gál Tímea, Szabó Zs., Papp D., Nagy L., Méry, Schumi.

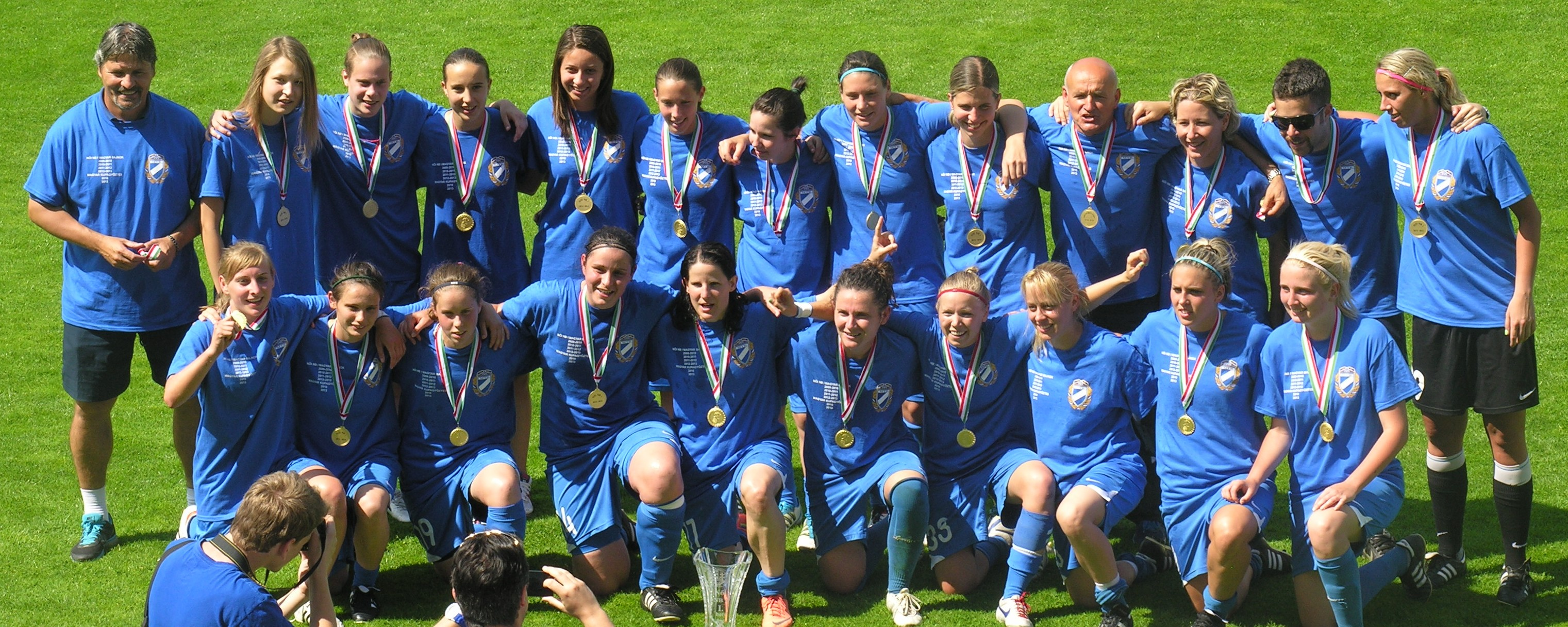
A 2013-as bajnokcsapat
Felső sor, balról: Pleskó László (kapusedző), Tatai, Papp D., Vágó, Siska, Tell, Somogyi, Zágor, Erdélyi, Turtóczki Sándor (vezetőedző), Pádár, Szentgyörgyi Ákos (technikai vezető), Szőcs
Alsó sor: Csiszár, Bobok, Palkovics, Méry, Gál T., Smuczer, Nagy L., Szabó Zs., Demeter, Pinczi.

Az MTK női csapata története során nyolcszor nyerte meg a női NB I-es bajnokságot.
A csapat 2001-ben alakult a Pepita Sárkányok együttesének átvételével, és már az első 2001–02-es idényben megnyerte a másodosztályt, így kiharcolta az NB I-es tagságot. Az élvonalban a harmadik szezonban sikerült bajnokságot nyerni, ám a 2004-es év nem csupán ezért, de azért is sikeres volt, mert Magyar Kupát és utánpótlásbajnoki címet is nyert az együttes. Ezt követően ezüstérmes lett a csapat, majd 2006-ban Turtóczki Sándor került a csapat kispadjára, s vele két bronzérmet, egy ezüstérmet, majd sorozatban három aranyérmet, és egy Magyar Kupát nyert a csapat. Ami a női szakágat illeti, a felnőtt együttes mellett, U17-es és U15-ös csapatot is indít évről évre az egyesület, amelyekből számos tehetség kerül ki.
Ide sorolhatjuk elsőként Jakabfi Zsanettet, aki 2009-ben került a német Bundesligában szereplő Wolfsburg együtteséhez. Az MTK női csapata adja napjainkban a női felnőtt válogatott gerincét, de az U19-es, és az U17-es válogatottnak is ad játékosokat.
A jelenlegi együttest leginkább az jellemzi, hogy optimálisan megférnek egymás mellett és remekül kiegészítik egymást a fiatal és idősebb játékosok. Az elért eredmények annak tükrében, hogy játékosaink munka, illetve iskolai elfoglaltság mellett űzik a sportágat még inkább tiszteletre méltóbbak.
2012. augusztusban az MTK negyedik alkalommal szerepelt a Bajnokok-Ligája küzdelmeiben, ahol korábban egyszer az egyenesági kieséses szakaszban, kétszer pedig a csoportkörben esett ki. A Macedóniában megrendezett kupa mérkőzéseken mind a három alkalommal győzött úgy, hogy gólt sem kapott. A legjobb 32 között a svéd bajnok Ldb Malmö ellen folytatta a szereplését.
A svéd profi csapatnak nem okozott gondot az amatőr státuszú magyar gárda, az első meccset 4–0-ra nyerte a Hungária körúton, míg a visszavágón 6–1-es győzelmet aratott Malmőben, így az MTK a legjobb 32 között búcsúzott a főtáblán.
A gárda végül veretlen bajnokságot produkálva, két fordulóval a vége előtt a Hegyvidék elleni 7–2-es idegenbeli sikerrel sorozatban negyedik alkalommal 2013-ban is megnyerte a bajnokságot.
A szezon végén távozó Turtóczki Sándort nyáron Medgyes Péter váltotta a kispadon, akivel a gárda először továbbjutott a BL-selejtező négyestornán, majd a Turbine Potsdam ellen a Főtáblán búcsúzott a nemzetközi kupától.
2016 nyarán Szabados György váltotta Medgyes Pétert a vezetőedzői poszton, a gárdából több játékos is eligazolt, és megfiatalított kerettel vágott neki a 2016–17-es bajnoki szezonnak. Ennek ellenére hatalmas meglepetést okozva a szezon végén, a két bajnoki döntőt megnyerve a csapat megnyerte a bajnokságot, így jogot szerzett az újabb BL szereplésre.
A következő, 2017–18-as szezon végén megvédte a bajnoki címét a csapat, a két győzelemig tartó bajnoki döntőt 2–1-es összesítéssel megnyerve a Ferencváros ellen.
A szezon végén a klub korábbi utánpótlásedzője, az egykori honvédos rekordbajnok, válogatott Cseh András vette át a csapat irányítását.

## Eredmények
- Magyar bajnokság
  - bajnok (8): 2004–05, 2009–10, 2010–11, 2011–12, 2012–13, 2013–14, 2016–17, 2017–18
  - ezüstérmes (7): 2003–04, 2005–06, 2008–09, 2014–15, 2015–16, 2018–19, 2020–21
  - bronzérmes (3): 2006–07, 2007–08, 2021–22, 2023-24
- Magyar kupa
  - győztes (4): 2005, 2010, 2013, 2014
  - döntős (2): 2008, 2011, 2024
- NB II
  - bajnok (1): 2001–02

## Nemzetközi kupaszereplések

### UEFA-bajnokok ligája
| Szezon  | Forduló    | Klub                   | 1. mérk. | 2. mérk. | Össz. |
| ------- | ---------- | ---------------------- | -------- | -------- | ----- |
| 2005–06 | csoportkör | AE Éjina               | 2–2      | 2–2      | 2–2   |
| 2005–06 | csoportkör | Alma KTZh              | 0–3      | 0–3      | 0–3   |
| 2005–06 | csoportkör | NSZA Szófia            | 1–1      | 1–1      | 1–1   |
| 2010–11 | legjobb 32 | Everton                | 0–0      | 1–7      | 1–7   |
| 2011–12 | csoportkör | Liepājas Metalurgs     | 12–0     | 12–0     | 12–0  |
| 2011–12 | csoportkör | ASA Tel-Aviv           | 0–1      | 0–1      | 0–1   |
| 2011–12 | csoportkör | 1º de Dezembro         | 0–0      | 0–0      | 0–0   |
| 2012–13 | csoportkör | FK Skonto/Cerība       | 5–0      | 5–0      | 5–0   |
| 2012–13 | csoportkör | ZsFK Naše Taksi        | 7–0      | 7–0      | 7–0   |
| 2012–13 | csoportkör | PAÓK PAE               | 2–0      | 2–0      | 2–0   |
| 2012–13 | legjobb 32 | LdB FC Malmö           | 0–4      | 1–6      | 1–10  |
| 2013–14 | csoportkör | Raheny United          | 3–2      | 3–2      | 3–2   |
| 2013–14 | csoportkör | Crusaders Newtownabbey | 2–0      | 2–0      | 2–0   |
| 2013–14 | csoportkör | Zsitlobud–1 Harkiv     | 1–0      | 1–0      | 1–0   |
| 2013–14 | legjobb 32 | Turbine Potsdam        | 0–5      | 0–6      | 0–11  |
| 2014–15 | csoportkör | Pärnu JK               | 3-0      | 3-0      | 3-0   |
| 2014–15 | csoportkör | ŽFK Ekonomist Nikšić   | 1-0      | 1-0      | 1-0   |
| 2014–15 | csoportkör | ŽNK Pomurje            | 2-1      | 2-1      | 2-1   |
| 2014–15 | legjobb 32 | SV Neulengbach         | 1–2      | 2–2      | 3-4   |
| 2017–18 | csoportkör | KFF Hajvalia           | 2-0      | 2-0      | 2-0   |
| 2017–18 | csoportkör | Sporting               | 0-2      | 0-2      | 0-2   |
| 2017–18 | csoportkör | BIIK Kazygurt          | 0-3      | 0-3      | 0-3   |
| 2018–19 | csoportkör | KFF Mitrovica          | 6-1      | 6-1      | 6-1   |
| 2018–19 | csoportkör | Ataşehir Belediyespor  | 2-2      | 2-2      | 2-2   |
| 2018–19 | csoportkör | Slavia Praha           | 1-4      | 1-4      | 1-4   |

## Játékoskeret
2023. augusztus 13-tól
| #  |     | Poszt | Név                |
| -- | --- | ----- | ------------------ |
| 1  | HUN | K     | Rónyai Gabriella   |
| 13 | HUN | K     | Varga Luca         |
| 99 | HUN | K     | Erős Evelin        |
| 4  | SRB | V     | Oršoja Vajda       |
| 18 | HUN | V     | Mészáros Cecília   |
| 19 | GRE | V     | María Palamá       |
| 21 | HUN | V     | Végh Adrienn       |
| 24 | HUN | V     | Vas Hajna          |
| 7  | HUN | V     | Szabó Melissza     |
| 5  | HUN | KP    | Tényei-Tóth Rebeka |
| 6  | HUN | KP    | Farádi-Szabó Edina |

| #  |     | Poszt | Név                |
| -- | --- | ----- | ------------------ |
| 11 | HUN | KP    | Murár Viktória     |
| 14 | HUN | KP    | Barkóczi Bernadett |
| 33 | GRE | KP    | Hriszánti Voilá    |
| 66 | HUN | KP    | Bokor Blanka       |
| 44 | SRB | KP    | Georgina Pataki    |
| 8  | HUN | CS    | Csuhai Vivien      |
| 9  | HUN | CS    | László Henrietta   |
| 10 | HUN | CS    | Zágor Bernadett    |
| 20 | USA | CS    | Lily Dubuc         |
| 77 | HUN | CS    | Siklér Kinga       |

## Szakmai stáb
| Beosztás         | Név               |
| ---------------- | ----------------- |
| Vezetőedző       | Makrai László     |
| Kapusedző        | Móra Ákos         |
| Technikai vezető | Szentgyörgyi Ákos |
| Masszőr          | Nádházi István    |

## Korábbi híres játékosok
| - Aschenbrenner Réka - Ács Noémi - Bobok Csilla - Brunda Kitti - Czuder Ágnes - Csányi Diána - Csiszár Henrietta - Deli Anikó - Demeter Réka - Diószegi Fanni - Erdélyi Tamara - Fogl Katalin - Gaál-Szabó Beáta - Garamvölgyi Nikolett - Gál Tímea - Godvár Katalin - Gyöngyösi Alexandra - Haraszti Fanni - Horváth Eszter - Jakabfi Zsanett - Jenei Anikó - Kaján Zsanett | - Kocsán Petra - Kókány Regina - Krenács Lilla - Laky Andrea - Mayer Zsófia - Méry Rita - Nagy Alexandra - Nagy Ágnes - Nagy Lilla - Németh Loretta - Oláh Ibolya - Palkovics Nóra - Papp Dóra - Pádár Anita - Pápai Emőke - Pinczi Anita - Rothmeisel Dóra - Schumi Dorottya - Schumi Mercédesz - Schvirján Dóra - Sipos Lilla - Siska Odett | - Smuczer Angéla - Somogyi Sára - Szabó Ildikó - Szabó Zsuzsanna - Szemán-Tóth Barbara - Szőcs Réka - Tagyi Vivien - Tatai Krisztina - Tell Zsófia - Tóth Alexandra - Turányi Lilla - Ujvári Izabella - Vachter Fanni - Vágó Fanny - Várkonyi Orsolya - Vesszős Mercédesz - Opal Curless - Ebony Madrid - Andrea Herczeg - Olivera Milunović |